# A Day in Our Life
『a Day in Our Life』（ア デイ イン アワー ライフ）は、日本の男性アイドルグループ・嵐の通算7枚目となるシングル。2002年2月6日にジェイ・ストームから発売された。

## 概要
嵐の2002年第1弾となるシングル。また、嵐は本作よりデビューから所属していたPONY CANYONを離脱し、所属するジャニーズ事務所内の自社レーベルJ Stormに移籍した。
本作は既に市場で全面的に移行されたマキシシングルではなく、1990年代終盤からJ-POP市場では徐々に姿を消しつつあった8cmシングルである。ケースを用いず、歌詞カードは折り畳み仕様で、CDとともにジッパー付きビニール袋に封入されているコンパクトなものであり、通常のマキシシングルやアルバムとは一線を画したサイズ、デザインになっている。この歌詞カードは、片面が歌詞、もう片面はメンバー写真を掲載したピンナップ調のものである。また、内容もA面+オリジナルカラオケとカップリングのないものであり、価格は500円（税抜）とワンコインシングルと売り出されて発売された。
本作は初回プレス限定盤である。この限定盤8cmシングル仕様は次作『ナイスな心意気』にも続いた。ただし、次作は永続盤仕様も存在する。また、封入される袋自体がジャケットを兼ねており、発売形式からその形まで非常にユニークで珍しいものである。形式上はA面とインストの2曲がCDの収録内容だが、実質的なシークレットトラックとして、メンバーのトークが収録されており、実際は3トラック収録されている。
PVの監督は、「A・RA・SHI」、「SUNRISE日本」も手がけた川村ケンスケが担当している。

## 収録曲
1. a Day in Our Life [4:40]
作詞・作曲・編曲：SHUN・SHUYA
  - 櫻井翔出演 TBS系金曜ドラマ『木更津キャッツアイ』主題歌
  - TBS系『USO!?ジャパン』テーマソング
  - 櫻井翔出演 アスミック・エース配給映画『木更津キャッツアイ 日本シリーズ』『木更津キャッツアイ ワールドシリーズ』主題歌

ボーカルパート組とラップパート組に分かれており、ボーカルパートを大野、松本（一部ラップハモリ）、ラップパートを櫻井（メイン）、二宮、相葉が担当している。
事務所の先輩である少年隊7thシングル「ABC」をサンプリングしている。
ドラマのエンディングで放送されたものは、イントロなど前半部分がドラマ用にアレンジされており、CDの収録バージョンとは異なる。(なお、ライブでの歌唱もこのバージョンになる場合がある。)ドラマで放送されたバージョンは現時点でも未作品化になっている。
2. a Day in Our Life -instrumental-
3. シークレットトーク
嵐初のシークレットトーク。内容は『2002年の目標』など。

## 収録アルバム
- HERE WE GO!（#5）
- 5×5 THE BEST SELECTION OF 2002←2004（#15）
- 5×10 All the BEST! 1999-2009（Disc1 #8）
- 5×20 All the BEST!! 1999-2019（Disc1 #8）

## 映像作品
a Day in Our Life
- How's it going? SUMMER CONCERT 2003
- 2004 嵐!いざッ、Now Tour!!
- ARASHI AROUND ASIA Thailand-Taiwan-Korea（初回限定盤）
- ARASHI AROUND ASIA+ in DOME
- SUMMER TOUR 2007 FINAL Time -コトバノチカラ-
- ARASHI AROUND ASIA 2008 in TOKYO
- ARASHI Anniversary Tour 5×10
- ARASHI 10-11 TOUR "Scene" 〜君と僕の見ている風景〜 STADIUM
- ARASHI LIVE TOUR Beautiful World
- ARASHI LIVE TOUR Popcorn
- ARASHI アラフェス'13 NATIONAL STADIUM 2013
- ARASHI LIVE TOUR 2014 THE DIGITALIAN
- ARASHI LIVE TOUR 2016-2017 Are You Happy?
- ARASHI Anniversary Tour 5×20
- アラフェス2020 at 国立競技場（a Day in Our Life:Reborn）

## a Day in Our Life: Reborn
「a Day in Our Life : Reborn」は、嵐の曲。2020年2月28日にJ Stormから配信されたEP『Reborn Vol.1』で初収録された。

### 曲の詳細
1. a Day in Our Life : Reborn
Written by SHUN, SHUYA / English Lyrics by Andreas Carlsson / New Rap by Sho Sakurai / Produced by Geek Boy Al Swettenham, Andreas Carlsson / Track Production by Geek Boy Al Swettenham / Vocal Produced by Erik Lidbom
  - 7thシングルのリプロダクション（リアレンジ・レコーディング）曲

17thアルバム『This is 嵐』初回限定盤でCD初収録された。